# Pine Ridge (Alabama)
Pine Ridge é uma cidade  localizada no estado americano de Alabama, no Condado de DeKalb.

## Demografia
Segundo o censo americano de 2000, a sua população era de 243 habitantes.
Em 2006, foi estimada uma população de 257, um aumento de 14 (5.8%).

## Geografia
De acordo com o United States Census Bureau, a localidade tem uma área de 3,3 km², sem área coberta por água.

## Localidades na vizinhança
O diagrama seguinte representa as localidades num raio de 16 km ao redor de Pine Ridge.